# Selenia glaucata
Selenia glaucata là một loài bướm đêm trong họ Geometridae.